# Murray Maxwell Bay
Murray Maxwell Bay är en vik i Kanada.   Den ligger i territoriet Nunavut, i den nordöstra delen av landet, 2 700 km norr om huvudstaden Ottawa.